# Бригадировка (Ровненская область)
Бригадировка (укр. Бригадирівка) — село в Козинской сельской общине Дубенского района Ровненской области Украины.
До 2020 года входило в Радивиловский район.
Население по переписи 2001 года составляло 398 человек. Почтовый индекс — 35523. Телефонный код — 3633. Код КОАТУУ — 5625883403.